# Ragione di stato (film)
Ragione di stato (La Raison d'État) è un film del 1978 diretto da André Cayatte, con Jean Yanne, Monica Vitti e Michel Bouquet.

## Trama
Marrot, un biologo, viene in possesso di un documento in cui si accusa un alto funzionario francese, Jean-Philippe Leroi di essere responsabile della morte di 240 bambini africani uccisi da un missile di produzione francese e venduto illegalmente. Lo scandalo porterebbe alla destabilizzazione dello stato francese e deve essere messo a tacere. Marrot infatti rimane ucciso in un incidente stradale ma una sua amica e collaboratrice italiana, Angela Ravelli, vuole denunciare pubblicamente lo scandalo nonostante i vari tentativi di zittirla posti in essere da Leroi.
Angela viene arrestata dai servizi segreti con l'accusa di spionaggio e finisce in un ingranaggio dal quale non riesce ad uscire: solo ammettendo all'opinione pubblica di essere una spia della CIA le viene concesso il via libera per lasciare il paese ed entrare negli Stati Uniti dove però viene uccisa.
Leroi, grazie anche alla copertura di influenti politici, può quindi continuare le sue attività.

## Produzione
Il personaggio del professor Marrot è ispirato al biologo Jean Rostand, protagonista in Francia di diverse battaglie civili contro il commercio di armamenti, morto poco tempo prima delle riprese del film in circostanze misteriose in seguito a presunte verità scoperte, sempre smentite da parte del governo francese.
A inizio film compare una frase dello stesso Rostand: